# Marco Pláucio Silvano (defenestrador)
Marco Pláucio Silvano (em latim: Marcus Plautius Silvanus; m. 24) foi um pretor romano em 24 que assassinou a esposa por defenestração e, antes de ser julgado, diante das provas do crime, suicidou-se.

## História
O caso ocorreu durante o reinado de Tibério; por razões desconhecidas, Aprônia, esposa de Pláucio Silvano, um pretor, foi jogada pela janela.
Seu sogro, Lúcio Aprônio, levou o caso ao imperador, e Pláucio Silvano respondeu, de forma incoerente, que estava dormindo quando sua esposa morreu, e que ela provavelmente havia se suicidado. Tibério foi imediatamente ao quarto do casal, examinou, e encontrou evidências de que tinha havido uma luta, e que a esposa havia tentado resistir à defenestração. Quando a comissão de julgamento estava sendo formada, Urgulânia, avó de Silvano, enviou ao seu neto uma adaga; como ela era amiga da Augusta, isto foi interpretado como uma sugestão do imperador. Depois de tentar, sem sucesso, se suicidar, Silvano pediu para suas artérias serem abertas. Logo depois, a primeira mulher de Silvano, Numantina, acusada de tê-lo levado à insanidade por magias, foi inocentada.

## Família
De acordo com Pierre Bayle, ele era um dos quatro filhos de Marco Pláucio Silvano, filho de Urgulânia e cônsul em 2 a.C.. Seus irmãos eram Urgulanila, primeira esposa de Cláudio, Públio Pláucio Pulcro, governador da Sicília e áugure, e Aulo Pláucio Urgulânio, que morreu aos nove anos.